# Sanahcat
Sanahcat är en kommun i Mexiko.   Den ligger i delstaten Yucatán, i den östra delen av landet, 1 000 km öster om huvudstaden Mexico City. Antalet invånare är 1 619. Arean är 55 kvadratkilometer.
Terrängen i Sanahcat är mycket platt.